# Channel One Cup 2019
Channel One Cup 2019 byl hokejový reprezentační turnaj, který se konal 12. – 15. prosince 2019 za účasti hokejových reprezentací České republiky, Finska, Švédska a Ruska. Tento turnaj se odehrává z větší části v Rusku, ale pro rok 2019 platilo, že jeden zápas se hrál v Česku, a to mezi Českou republikou a Finskem v LogSpeed CZ Aréně v Plzni. Channel One Cup je součástí Euro Hockey Tour, to znamená, že body z Channel One Cupu jsou počítány do konečné tabulky Euro Hockey Tour. Zápas mezi Ruskem a Finskem byl stejně jako v předchozím roce odehrán na fotbalovém hřišti v Petrohradu.

## Zápasy
| 12. prosince 2019 18:30 SEČ | Česko | 4 : 3 PP (3:1, 0:0, 0:2, 1:0) | Finsko | LogSpeed CZ Aréna, Plzeň Návštěvnost: 6 988 |  |

| Zpráva | |                             | |                                                                         |
| Roman Will | Roman Will | Brankáři                    | Eetu Laurikainen | Rozhodčí: Mikael Sjöqvist Linus Öhlund Čároví: Jiří Ondráček Josef Špůr |
| Martin Zaťovič (Gulaš) (PP) - 05:54 Jiří Sekáč (Tomášek) - 09:44 Lukáš Sedlák (Moravčík, Nestrašil) - 17:10 Lukáš Sedlák - 60:23 | Martin Zaťovič (Gulaš) (PP) - 05:54 Jiří Sekáč (Tomášek) - 09:44 Lukáš Sedlák (Moravčík, Nestrašil) - 17:10 Lukáš Sedlák - 60:23 | 1:0 2:0 2:1 3:1 3:2 3:3 4:3 | 12:04 - Hannes Björninen (Karjalainen, Seppälä) 51:30 - Juho Lammiko (Puljujärvi) 59:12 - Veli-Matti Savinainen (Kemiläinen, Puljujärvi) | Rozhodčí: Mikael Sjöqvist Linus Öhlund Čároví: Jiří Ondráček Josef Špůr |
| 4 min | 4 min | Tresty                      | 2 min | Rozhodčí: Mikael Sjöqvist Linus Öhlund Čároví: Jiří Ondráček Josef Špůr |
| 27 | 27 | Střely                      | 26 | Rozhodčí: Mikael Sjöqvist Linus Öhlund Čároví: Jiří Ondráček Josef Špůr |

| 12. prosince 2019 18:00 SEČ | Rusko | 3 : 4 (0:2, 1:1, 2:1) | Švédsko | VTB Arena, Moskva Návštěvnost: 11 719 |  |

| Zpráva |

| 14. prosince 2019 9:00 SEČ | Finsko | 5 : 1 (0:0, 2:1, 3:0) | Švédsko | VTB Arena, Moskva Návštěvnost: 4 718 |  |

| Zpráva |

| 15. prosince 2019 13:45 SEČ | Rusko | 4 : 3 SN (2:0, 0:2, 1:1 - 0:0 - 1:0) | Česko | VTB Arena, Moskva Návštěvnost: 11 699 |  |

| Zpráva | |                             | |                                                                                |
| Ilja Sorokin | Ilja Sorokin | Brankáři                    | Šimon Hrubec | Rozhodčí: Lassi Heikinnen Kristian Vikman Čároví: Maxim Bersenyov Evgeny Yudin |
| Andrej Kuzmenko (Ljamkin) - 02:09 Michail Grigorenko (Vojnov, Šipačov) - 17:44 Igor Ožiganov (E. Tkačov) - 48:48 Vladimir E. Tkačov - 65:00 | Andrej Kuzmenko (Ljamkin) - 02:09 Michail Grigorenko (Vojnov, Šipačov) - 17:44 Igor Ožiganov (E. Tkačov) - 48:48 Vladimir E. Tkačov - 65:00 | 1:0 2:0 2:1 2:2 2:3 3:3 4:3 | 21:43 - Lukáš Sedlák (Krejčík, Jaškin) 35:24 - Tomáš Filippi (Zaťovič) 47:28 - Hynek Zohorna (Klok, Zohorna R.) | Rozhodčí: Lassi Heikinnen Kristian Vikman Čároví: Maxim Bersenyov Evgeny Yudin |
| 6 min | 6 min | Tresty                      | 6 min | Rozhodčí: Lassi Heikinnen Kristian Vikman Čároví: Maxim Bersenyov Evgeny Yudin |
| 32 | 32 | Střely                      | 20 | Rozhodčí: Lassi Heikinnen Kristian Vikman Čároví: Maxim Bersenyov Evgeny Yudin |

| 16. prosince 2019 12:00 SEČ | Česko | 1 : 3 (0:0,0:2,1:1) | Švédsko | VTB Arena, Moskva Návštěvnost: 9 178 |  |

| Zpráva                                   |                                          |                 | |                                                                                 |
| Marek Langhamer                          | Marek Langhamer                          | Brankáři        | Lars Johansson | Rozhodčí: Ivan Fatejev Sergej Morozov Čároví: Nikita Šalagin Roman Slavikovskij |
| Hynek Zohorna (Jeřábek, Filippi) - 48:41 | Hynek Zohorna (Jeřábek, Filippi) - 48:41 | 0:1 0:2 1:2 1:3 | 20:47 - Dennis Rasmussen (Lööw, Johansson) 26:50 - Malte Strömwall (Petersson, Tömmernes) 59:34 - Dennis Rasmussen | Rozhodčí: Ivan Fatejev Sergej Morozov Čároví: Nikita Šalagin Roman Slavikovskij |
| 2 min                                    | 2 min                                    | Tresty          | 8 min | Rozhodčí: Ivan Fatejev Sergej Morozov Čároví: Nikita Šalagin Roman Slavikovskij |

| 16. prosince 2019 15:00 SEČ | Rusko | 2 : 0 (1:0, 0:0, 1:0) | Finsko | Gazprom Arena, Petrohrad Návštěvnost: 67 877 |  |

| Zpráva |

## Tabulka
| Poř. | Tým     | Z | V | VP | PP | P | VG | OG | B |
| ---- | ------- | - | - | -- | -- | - | -- | -- | - |
| 1.   | Švédsko | 3 | 2 | 0  | 0  | 1 | 8  | 9  | 6 |
| 2.   | Rusko   | 3 | 1 | 1  | 0  | 1 | 9  | 7  | 5 |
| 3.   | Finsko  | 3 | 4 | 1  | 0  | 1 | 8  | 7  | 4 |
| 4.   | Česko   | 3 | 0 | 1  | 1  | 1 | 8  | 10 | 3 |